# Valič
Valič je priimek več znanih Slovencev:
- Ajda Podgornik Valič, pevka
- Aleksander Valič (1919—2015), gledališki in filmski igralec
- Aleš Valič (*1955), dramski igralec in režiser
- Aleša Valič, scenaristka in režiserka (TV-urednica)
- Andrej Valič (1931—2003), arheolog
- Andeja Valič Zver (*1960), zgodovinarka, publicistka
- Andrej Valič (1931—2003), arheolog
- Blaž Valič, igralec
- Cvetko Valič (*1949), rimskokatoliški duhovnik, sociolog
- Dana Klanšček Valič (1922—2022), prvoborka, učiteljica
- Dare Valič (1941—2023), gledališki in filmski igralec
- Denis Valič, cineast, publicist
- Domen Valič (*1984), dramski igralec in TV-voditelj
- Franc (p. Alfonz) Valič (1914—1992), kapucin, verski in kulturni delavec
- Ivo Valič (1929—2011), zdravnik, gorski reševalec (helikopter...)
- Iztok Valič (*1950), gledališki igralec, režiser in dramaturg
- Maja Valič Cvelbar ?
- Maja Valič Laurence, arhitektka
- Marko Valič (*1942), fizik, prof.
- Matic Valič, igralec
- Miha Valič (1978—2008), biolog in alpinist
- Milovan Valič (*1953), slikar
- Nina Valič (*1973), igralka
- Urška Valič, muzealka
- Vanja Valič, glasbenik klaviaturist
- Vid Valič (*1982), stand-up komik, improvizator in TV-voditelj
- Viktor Valič (1899—1948), zdravnik (politično umorjen)